# Snow-board la Jocurile Olimpice de iarnă din 2018 - Big air (masculin)
Proba de snow-board, big air masculin de la Jocurile Olimpice de iarnă din 2018 de la Pyeongchang, Coreea de Sud a avut loc pe 21 și 24 februarie 2018 la Alpensia Ski Jumping Centre.

## Program
Orele sunt orele Coreei de Sud (ora României + 7 ore).
| Dată         | Ora         | Rundă      |
| ------------ | ----------- | ---------- |
| 21 februarie | 9:30-12:45  | Calificări |
| 24 februarie | 10:00-11:45 | Finală     |

## Rezultate calificări

### Legenda
C — Calificări pentru finală
DNS — Nu a luat startul
SNP — Săritura nu a fost punctată

#### Seria 1
| Loc | Ordinea | Nume             | Țară                       | Cursa 1 | Cursa 2 | Cel mai bun rezultat | Note |
| --- | ------- | ---------------- | -------------------------- | ------- | ------- | -------------------- | ---- |
| 1   | 4       | Maxence Parrot   | Canada                     | 89,25   | 92,50   | 92,50                | C    |
| 2   | 15      | Niklas Mattsson  | Suedia                     | 53,75   | 90,00   | 90,00                | C    |
| 3   | 6       | Kyle Mack        | Statele Unite ale Americii | 87,25   | 88,75   | 88,75                | C    |
| 4   | 5       | Chris Corning    | Statele Unite ale Americii | 85,00   | 88,00   | 88,00                | C    |
| 5   | 11      | Michael Schärer  | Elveția                    | 87,00   | 44,00   | 87,00                | C    |
| 6   | 7       | Redmond Gerard   | Statele Unite ale Americii | 82,00   | 85,00   | 85,00                | C    |
| 7   | 3       | Ståle Sandbech   | Norvegia                   | 84,75   | 41,25   | 84,75                |      |
| 8   | 17      | Rowan Coultas    | Marea Britanie             | 81,00   | 84,50   | 84,50                |      |
| 9   | 8       | Yuri Okubo       | Japonia                    | 84,25   | 44,25   | 84,25                |      |
| 10  | 13      | Rene Rinnekangas | Finlanda                   | 43,75   | 83,00   | 83,00                |      |
| 11  | 1       | Jamie Nicholls   | Marea Britanie             | 30,00   | 81,25   | 81,25                |      |
| 12  | 9       | Alberto Maffei   | Italia                     | 77,50   | 36,25   | 77,50                |      |
| 13  | 16      | Nicolas Huber    | Elveția                    | 76,75   | 44,50   | 76,75                |      |
| 14  | 14      | Lee Min-sik      | Coreea de Sud              | 68,75   | 72,25   | 72,25                |      |
| 15  | 2       | Seppe Smits      | Belgia                     | 50,00   | 59,25   | 59,25                |      |
| 16  | 18      | Clemens Millauer | Austria                    | 39,25   | 47,00   | 47,00                |      |
| 17  | 10      | Moritz Thönen    | Elveția                    | DNS     | DNS     | DNS                  | DNS  |
| 17  | 12      | Petr Horák       | Cehia                      | DNS     | DNS     | DNS                  | DNS  |

#### Seria a 2-a
| Loc | Ordinea | Nume                 | Țară                         | Cursa 1 | Cursa 2 | Cel mai bun rezultat | Note |
| --- | ------- | -------------------- | ---------------------------- | ------- | ------- | -------------------- | ---- |
| 1   | 2       | Carlos Garcia Knight | Noua Zeelandă                | 88,75   | 97,50   | 97,50                | C    |
| 2   | 8       | Jonas Bösiger        | Elveția                      | 96,00   | 35,25   | 96,00                | C    |
| 3   | 6       | Mark McMorris        | Canada                       | 89,00   | 95,75   | 95,75                | C    |
| 4   | 4       | Torgeir Bergrem      | Norvegia                     | 94,25   | 59,50   | 94,25                | C    |
| 5   | 7       | Sebastien Toutant    | Canada                       | 91,00   | 45,00   | 91,00                | C    |
| 6   | 12      | Billy Morgan         | Marea Britanie               | 87,50   | 90,50   | 90,50                | C    |
| 7   | 16      | Tyler Nicholson      | Canada                       | 87,25   | 89,25   | 89,25                |      |
| 8   | 18      | Peetu Piiroinen      | Finlanda                     | 43,50   | 87,25   | 87,25                |      |
| 9   | 1       | Roope Tonteri        | Finlanda                     | 86,50   | 47,50   | 86,50                |      |
| 10  | 3       | Marcus Kleveland     | Norvegia                     | 84,25   | 46,00   | 84,25                |      |
| 11  | 17      | Vlad Khadarin        | Sportivii Olimpici ai Rusiei | 83,75   | 79,25   | 83,75                |      |
| 12  | 5       | Kalle Järvilehto     | Finlanda                     | 83,25   | 44,75   | 83,25                |      |
| 13  | 13      | Ryan Stassel         | Statele Unite ale Americii   | 39,50   | 76,25   | 76,25                |      |
| 14  | 10      | Stef Vandeweyer      | Belgia                       | 61,00   | 29,50   | 61,00                |      |
| 15  | 14      | Matías Schmitt       | Argentina                    | 51,75   | 23,00   | 51,75                |      |
| 16  | 15      | Anton Mamaev         | Sportivii Olimpici ai Rusiei | 29,00   | 42,75   | 42,75                |      |
| 17  | 11      | Hiroaki Kunitake     | Japonia                      | 37,25   | 36,75   | 37,25                |      |
| 18  | 9       | Sebbe De Buck        | Belgia                       | 33,50   | 30,25   | 33,50                |      |

## Rezultate finală
Finala a avut loc pe 24 februarie 2018.
| Loc | Ordinea | Nume                 | Țară                       | Cursa 1 | Cursa 2 | Cursa 3 | Total  | Note |
| --- | ------- | -------------------- | -------------------------- | ------- | ------- | ------- | ------ | ---- |
| 1   | 4       | Sebastien Toutant    | Canada                     | 84,75   | 89,50   | SNP     | 174,25 |      |
| 2   | 7       | Kyle Mack            | Statele Unite ale Americii | 82,00   | 86,75   | SNP     | 168,75 |      |
| 3   | 2       | Billy Morgan         | Marea Britanie             | SNP     | 82,50   | 85,50   | 168,00 |      |
| 4   | 5       | Chris Corning        | Statele Unite ale Americii | 74,25   | 78,75   | SNP     | 153,00 |      |
| 5   | 1       | Redmond Gerard       | Statele Unite ale Americii | 74,75   | SNP     | 68,25   | 143,00 |      |
| 6   | 3       | Michael Schärer      | Elveția                    | SNP     | 62,25   | 78,50   | 140,75 |      |
| 7   | 6       | Torgeir Bergrem      | Norvegia                   | 88,50   | 42,50   | SNP     | 131,00 |      |
| 8   | 10      | Jonas Bösiger        | Elveția                    | 77,50   | SNP     | 40,75   | 118,25 |      |
| 9   | 11      | Maxence Parrot       | Canada                     | 85,00   | SNP     | 32,75   | 117,75 |      |
| 10  | 8       | Mark McMorris        | Canada                     | 40,50   | SNP     | 32,00   | 72,50  |      |
| 11  | 12      | Carlos Garcia Knight | Noua Zeelandă              | SNP     | SNP     | 54,25   | 54,25  |      |
| 12  | 9       | Niklas Mattsson      | Suedia                     | 36,00   | DNS     | DNS     | 36,00  |      |